# Psychotria areolata
Psychotria areolata är en måreväxtart som beskrevs av Charlotte M. Taylor. Psychotria areolata ingår i släktet Psychotria och familjen måreväxter. Inga underarter finns listade i Catalogue of Life.